# Scarlett (série télévisée, 1994)
Pour les articles homonymes, voir Scarlett.
Scarlett est une mini-série américaine en quatre épisodes de 90 minutes adaptée du roman Scarlett d'Alexandra Ripley paru en 1991, diffusée du 13 au 17 novembre 1994 sur le réseau CBS.
Au Québec, elle a été diffusée du 4 au 25 mars 1995 sur le réseau TQS, et en France à partir du 12 mai 1995 sur TF1. 
Cette série a été récompensée de deux Emmy Awards.

## Synopsis
Après une dispute, Scarlett quitte Atlanta et se rend à Tara. Elle y rencontre son mari Rhett et se rend compte qu'elle l'aime toujours. Scarlett met alors tout en œuvre pour le reconquérir...

## Fiche technique
- Réalisation : John Erman
- Adaptation : William Hanley et Alexandra Ripley d'après son roman
- Directeur de la photographie : Tony Imi
- Montage : Malcolm Cooke, Keith Palmer et John W. Wheeler
- Musique : John Morris
- Costumes : Marit Allen
- Décors : Rodger Maus
- Production : John Erman et Richard M. Rosenbloom
- Genre : Drame, Romance
- Pays :
  -  France
  -  États-Unis
  -  Allemagne
  -  Italie
  -  Royaume-Uni
  -  Espagne
  -  Autriche
- Durée : 4 x 90 minutes

## Distribution
- Joanne Whalley (VF : Nathalie Régnier) : Scarlett O'Hara
- Timothy Dalton (VF : Michel Papineschi) : Rhett Butler
- Annabeth Gish (VF : Brigitte Berges) : Anne Hampton
- Julie Harris (VF : Lita Recio) : Eleanor Butler
- Ann-Margret (VF : Régine Teyssot) : Belle Watling
- Sean Bean (VF : Bernard Lanneau) : Lord Richard Fenton
- George Grizzard : Henry Hamilton
- Jean Smart (VF : Laure Sabardin) : Sally Brewton
- Gary Raymond : le vieux Daniel O'Hara
- Tina Kellegher (en) (VF : Barbara Delsol) : Mary Boyle
- Rosaleen Linehan (en) (VF : Nicole Favart) : Mrs Fitzpatrick
- Rakie Ayola (VF : Séverine Morisot) : Pansy
- Mark Lambert (en) : Donnelly
- Ruth McCabe (VF : Denise Metmer) : Kathleen O'Hara
- Rachael Dowling (VF : Hélène Chanson) : Bridie O'Hara
- Julie Hamilton : Katie Scarlett
- Owen Roe : Tim O'Hara
- James Start : Dennis
- Barbara Barrie (VF : Claude Chantal) : Pauline Robillard
- Brian Bedford (VF : Patrick Messe) : Sir John Morland
- Stephen Collins (VF : Hervé Bellon) : Ashley Wilkes
- Melissa Leo (VF : Maïté Monceau) : Suellen O'Hara-Benteen
- Colm Meaney (VF : Gilbert Levy) : Père Colum O'Hara
- Elizabeth Wilson : Eulalie Robillard
- Delena Kidd (en) (VF : Ginette Pigeon) : Lady Morland
- Ray McKinnon (VF : Patrick Borg) : Will Benteen
- John Gielgud (VF : Yves Barsacq) : Pierre Robillard
- Pippa Guard (VF : Nadine Delanoë) : India Wilkes
- Esther Rolle (VF : Liliane Gaudet) : Mama
- Paul Winfield (VF : Benoît Allemane) : Grand Sam
- John Kavanagh (VF : Patrick Messe) : Jamie O'Hara
- Dorothy Tutin (VF : Jane Val) : Lady Fenton
- Anna Farnworth (VF : Régine Teyssot) : Victoria Fenton
- Peter Eyre (VF : Bertrand Arnaud) : Roberts
- Garrick Hagon : Samuel
- Bruce Boa : Pasteur

 Source et légende : version française (VF) sur RS Doublage